# Белий Іскир
Бе́лий Іскир (болг. Бели Искър) — село в Софійській області Болгарії. Входить до складу общини Самоков.

## Населення
За даними перепису населення 2011 року у селі проживали 639 осіб.
Національний склад населення села:
| Національність   | Кількість осіб | Відсоток |
| ---------------- | -------------- | -------- |
| болгари          | 620            | 99,0%    |
| не визначились   | 4              | 0,6%     |
| Всього відповіли | 626            |          |

Розподіл населення за віком у 2011 році:
Динаміка населення: